# Christophe Berra
Pour les articles homonymes, voir Berra (homonymie).
Christophe Berra, né le 31 janvier 1985 à Édimbourg, d’un père français et d’une mère Écossaise, est un ancien footballeur international écossais a la retraite converti en tant qu’entraîneur par intérim au club de Huntsville City FC, club de MLS. Il évoluait au poste de défenseur central.

## Biographie
Christophe Berra né le 31 janvier 1985 à Édimbourg ,d'un père français et d'une mère écossaise est un ancien footballeur international écossais a la retraite converti en tant qu’entraîneur par intérim au club de Huntsville City FC, club de MLS. Il évoluait au poste de défenseur central.
Le 20 juillet 2013, il rejoint Ipswich Town.

## Palmarès
- Heart of Midlothian
  - Vainqueur de la Coupe d'Écosse en 2006.
  - Vainqueur de la Scottish Football League First Division (deuxième division) en 2021.
- Wolverhampton
  - Champion d'Angleterre de D2 en 2009.